# ریو ناکامورا
ریو ناکامورا (ژاپنی: 中村 亮؛ زادهٔ ۱۳ اوت ۱۹۸۱) یک بازیکن فوتبال اهل ژاپن است.
از باشگاه‌هایی که در آن بازی کرده‌است می‌توان به باشگاه فوتبال توکیو اشاره کرد.